# Porto turistico

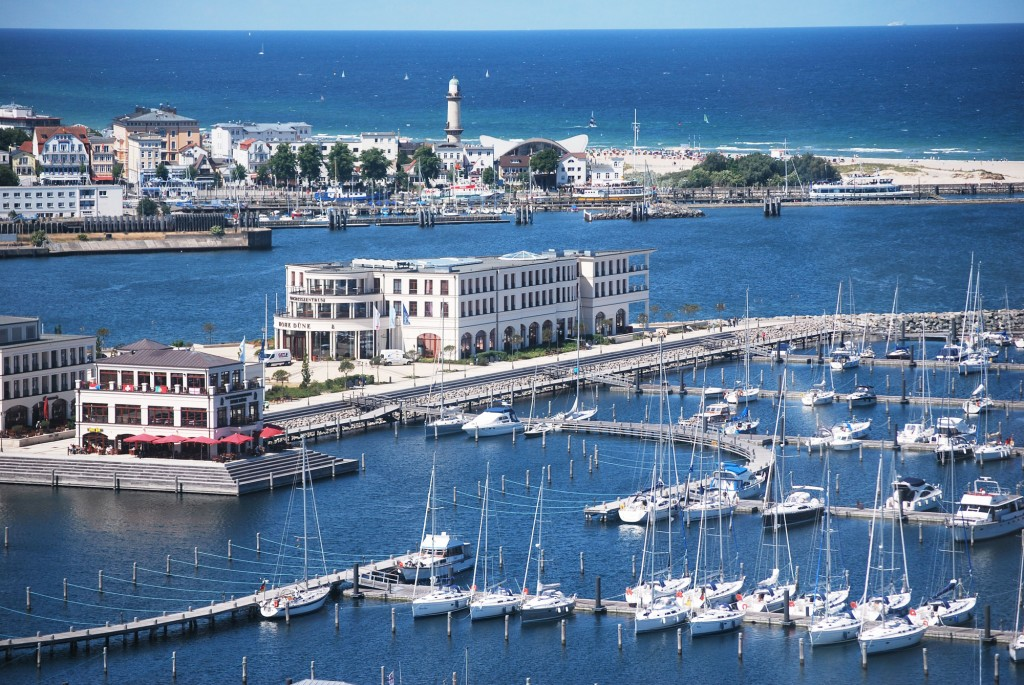
Porto turistico di Rostock (Yachthafenresidenz Hohe Düne)

Si definisce porto turistico (detto anche marina se di piccole dimensioni) quel particolare tipo di infrastruttura portuale costruita o dedicata ad un uso prettamente diportistico, dotata di attrezzature di rimessaggio, riparazione e rifornimento dei natanti di varia stazza di tipo turistico, amatoriale o sportivo.

## Caratteristiche
Un porto turistico è un porto attrezzato al ricovero di natanti che possono andare dal piccolo cabinato al grande yacht. Per la sua specifica funzione si trova in genere in località caratterizzate da attività di turismo. Può essere naturale, se è ricavato da insenature rocciose, piccoli fiordi o baie, oppure artificiale se costruito interamente con varie tipologie costruttive (calcestruzzo, prefabbricati, strutture galleggianti o pontili sospesi).
Per assolvere alla sua specifica funzione deve essere dotato di tutte le attrezzature per l'assistenza ed il rifornimento sia di carburante ed acqua potabile, che di generi alimentari per i rifornimenti di bordo (cambusa). Di solito è presente un certo numero di gru di alaggio o piccoli bacini di carenaggio per i natanti più grande dimensione.
Nelle adiacenze dei porti turistici più importanti sono spesso presenti strutture alberghiere e di ristorazione.
Con lo sviluppo delle flotte di natanti da diporto, anche i porti turistici si sono sviluppati aumentando di numero e servizi offerti.

## Progettazione
I porti di questa categoria non hanno bisogno di essere dotati di fondali estremamente profondi, a differenza dei porti commerciali. Questo fa sì che le opere di difesa a mare possano essere di dimensioni più contenute. La progettazione del porto turistico prevede differenti scelte molto complesse, a differenza di quello commerciale, dovrà svolgere un ruolo importante per la collettività, anche da un punto di vista ambientale. 
Le scelte delle strutture a mare dovranno essere fatte basandosi sulle conoscenze del moto ondoso nonché delle dinamiche dei litorali. Un porto di questo genere prevede solitamente aree di manutenzione e riparazione delle imbarcazioni, punti di rifornimento del carburante.

## Galleria d'immagini

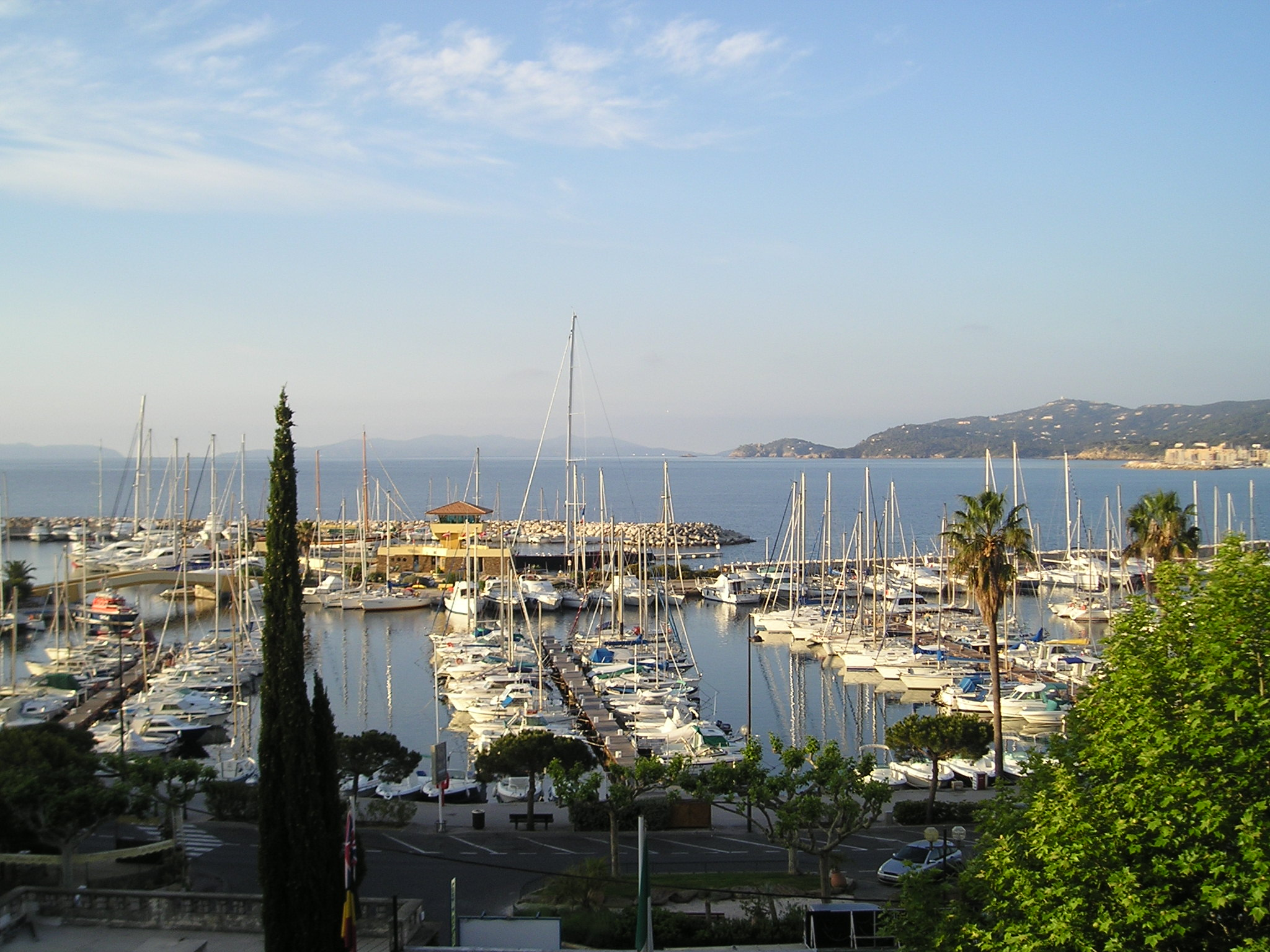
Porto turistico di Le Lavandou (Francia)
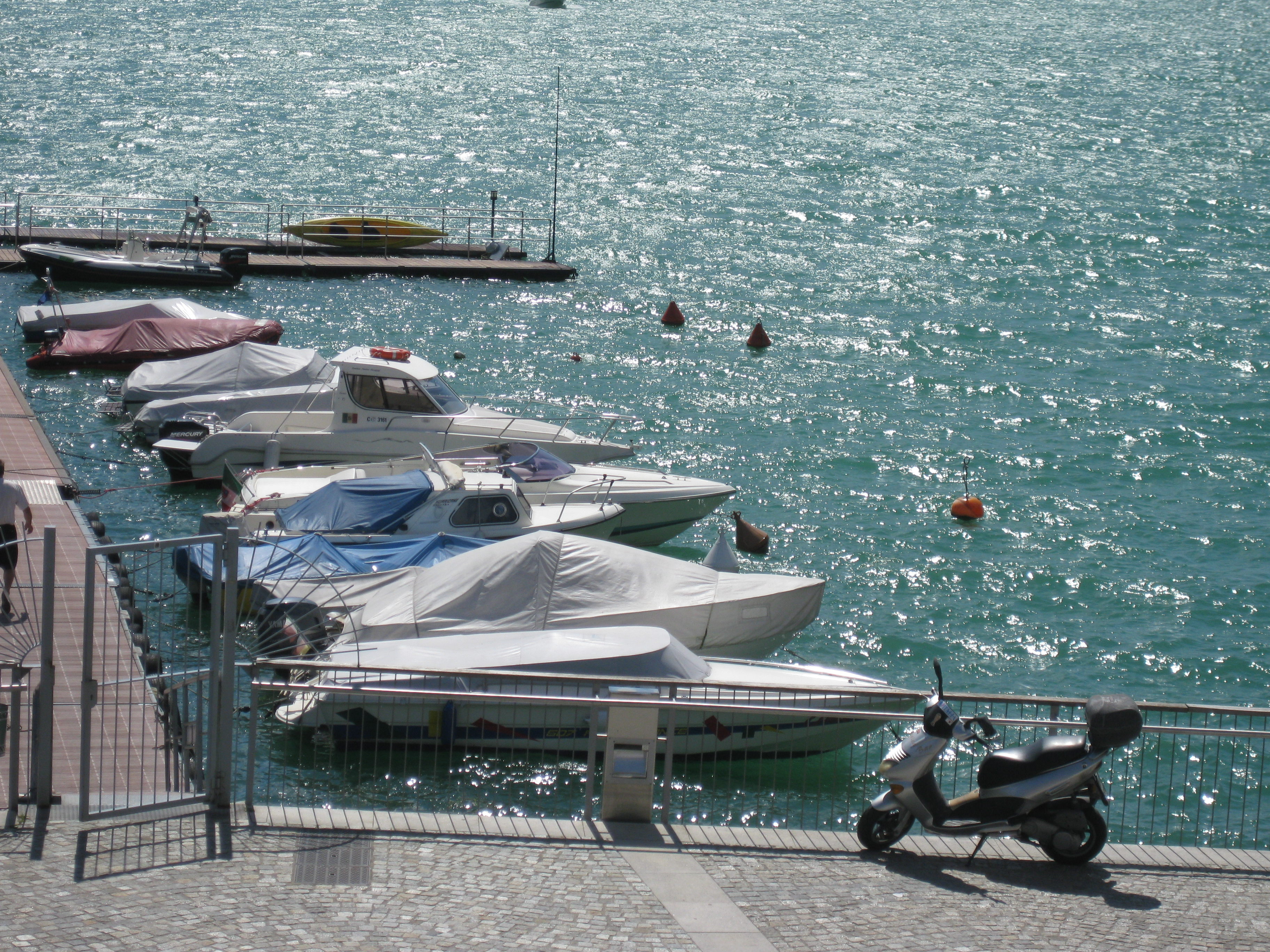
Porto Turistico di Porlezza
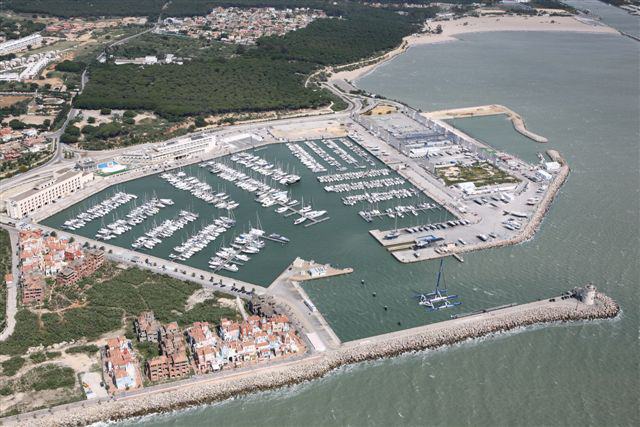
Puerto Sherry (Spagna)
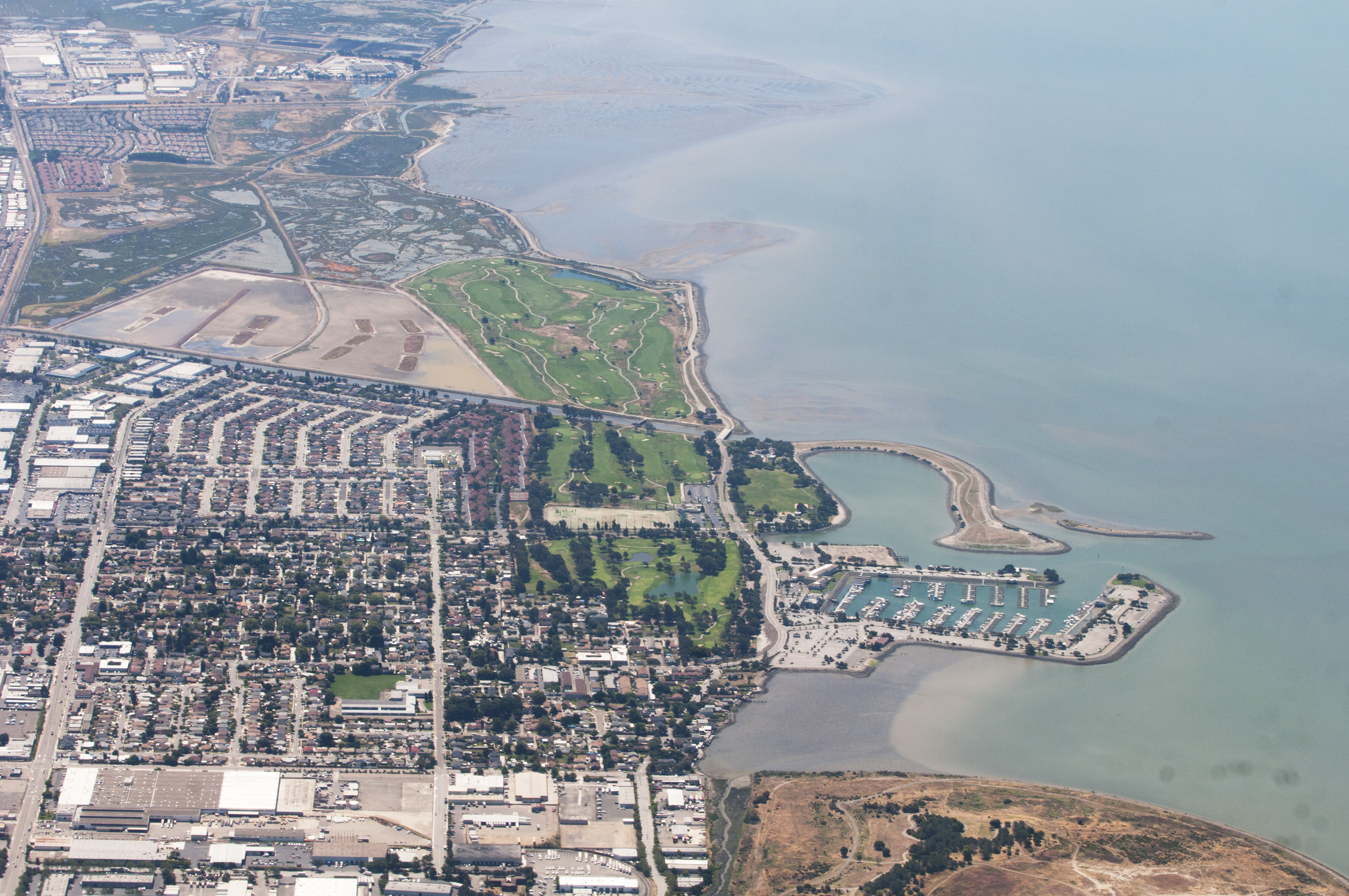
San Leandro Marina, California, USA